# Cochin (Inde)
Kochi
Pour les articles homonymes, voir Cochin et Kochi.

Localisation de Cochin dans le district d'Ernakulam

Cochin (/ko.ʃɛ̃/ ; en malayalam : കൊച്ചി /koˈtʃːi/ ) ou officiellement Kochi (/kotʃi/), est la ville la plus peuplée de l'État du Kerala en Inde avec 601 574 habitants en 2011 et plus de 2 millions d'habitants pour son agglomération au total. Elle est située sur la côte de Malabar, à 200 km au nord de la capitale de l'État, Thiruvananthapuram, et abrite également le plus important des ports indiens.
La ville est composée de trois parties principales : 
- face au large, la péninsule de Mattancheri, appelé communément Fort Cochin où se trouvent les zones les plus anciennes de la ville;
- l'île artificielle de Willingdon construite dans les années 1920 avec les produits du dragage de la baie;
- Ernakulam, la partie de la ville sur la terre ferme.

À côté de ces dernières, on trouve, face à Ernakulam, deux autres îles mineures, l'île de Bolghatty et l'île de Vypin. Toutes ces zones sont reliées entre elles par ferries et des ponts.
Cochin abrite le Spices Board, le service du ministère indien du Commerce chargé des épices.

## Histoire
La ville profite, au début du XVe siècle, du déclin de Cranganore et se constitue en petit royaume. Après l'arrivée de Vasco de Gama sur la côte de Malabar, les rajas de Cochin autorisent les Portugais à installer un comptoir. Ils remportent à leurs côtés une importante victoire, lors de la bataille de 1504, face au Zamorin de Calicut. En 1544, saint François Xavier y installe une mission. La période portugaise est difficile pour les juifs installés dans la région depuis très longtemps et dans la ville depuis la catastrophe de la Cranganore. Les Hollandais arrivent dans le Malabar en 1595 et prennent le contrôle de la ville en 1663, lui apportant une nouvelle période de prospérité. Les Britanniques s'en emparent en 1795, les Pays-Bas la cèderont définitivement au Royaume-Uni par le traité britannico-hollandais de 1814 en échange de l'île de Bangka.

## Patrimoine
Le cœur historique de la ville se trouve dans le quartier de Fort Cochin, sur la presqu'île de Mattanchery. 
C'est là que se trouve notamment le palais du raja, appelé « Palais hollandais ». Construit vers 1555 par les Portugais pour le raja Virakeralavarma, les Hollandais le réaménagent un siècle plus tard pour en faire le palais du gouverneur. Il est ensuite rendu au raja qui le fera décorer de superbes peintures murales, admirablement conservées, représentant des scènes du Ramayana.
Les carrelets chinois sont un vestige probable de l'expédition chinoise de Zheng He, qui passe par le Kerala avant l'arrivée des Européens. On trouve aussi à Fort Cochin la cathédrale Sainte-Croix de Cochin et l'église Saint-François, ainsi que la vieille synagogue (la synagogue Paradesi) datant de 1568 et agrandie en 1760.
Sur l'île de Vallarpadam (en), on trouve également la basilique Notre-Dame-de-Rédemption, que l’Église catholique reconnaît comme basilique mineure et comme sanctuaire national, depuis 2004 dans les deux cas.
Le temple jaïn Śvetāmbara de Kochi, aussi appelé Temple de Dharmanath, a été construit par des jaïns venus du Gujarat au début du XXe siècle. Il est dédié au 15ème Tîrthankara, Dharmanath, et suit les rites et l’esthétique traditionnels.

## Économie
La majeure partie de l'activité économique de Cochin a lieu dans le district d'Ernakulam.

### Transport
Cochin possède un aéroport international.
La ville possède un port qui la relie Lakshadweep, Colombo par un service de ferry. La Kerala State Water Transport Department (SWTD), service public de transport dessert Alappuzha, Kottayam, Kollam, Ernakulam, Kannur et District de Kasaragod; la Kerala Shipping and Inland Navigation Corporation (KSINC), service de l’État du Kerala a son siège en la ville et assure autant la maintenance, le transport de marchandises que de passagers, elle est aussi un chantier naval et une base navale le INS Venduruthy. On trouve un héliport sur l'île de Mulavukad.

## Démographie
Cochin est la ville la plus peuplée du Kerala : elle compte 601 574 habitants pour une densité moyenne de 6 340 habitants/km2. Son agglomération comptait 2 117 990 habitants en 2011, et 2,44 millions en 2015. Le sex-ratio est de 0,97, ce qui contraste fortement avec le reste de l'Inde, dont le sex-ratio est de 1,07. Le taux d'alphabétisation est de 97,5 % et est sensiblement le même pour les deux sexes. Les principales religions pratiquées sont l'hindouisme (47 % de la population), le christianisme (35 %) et l'islam (17 %).

## Jumelage
- Norfolk (Virginie) (États-Unis) depuis 2010
- Lorient (France) depuis 2012

## Galerie

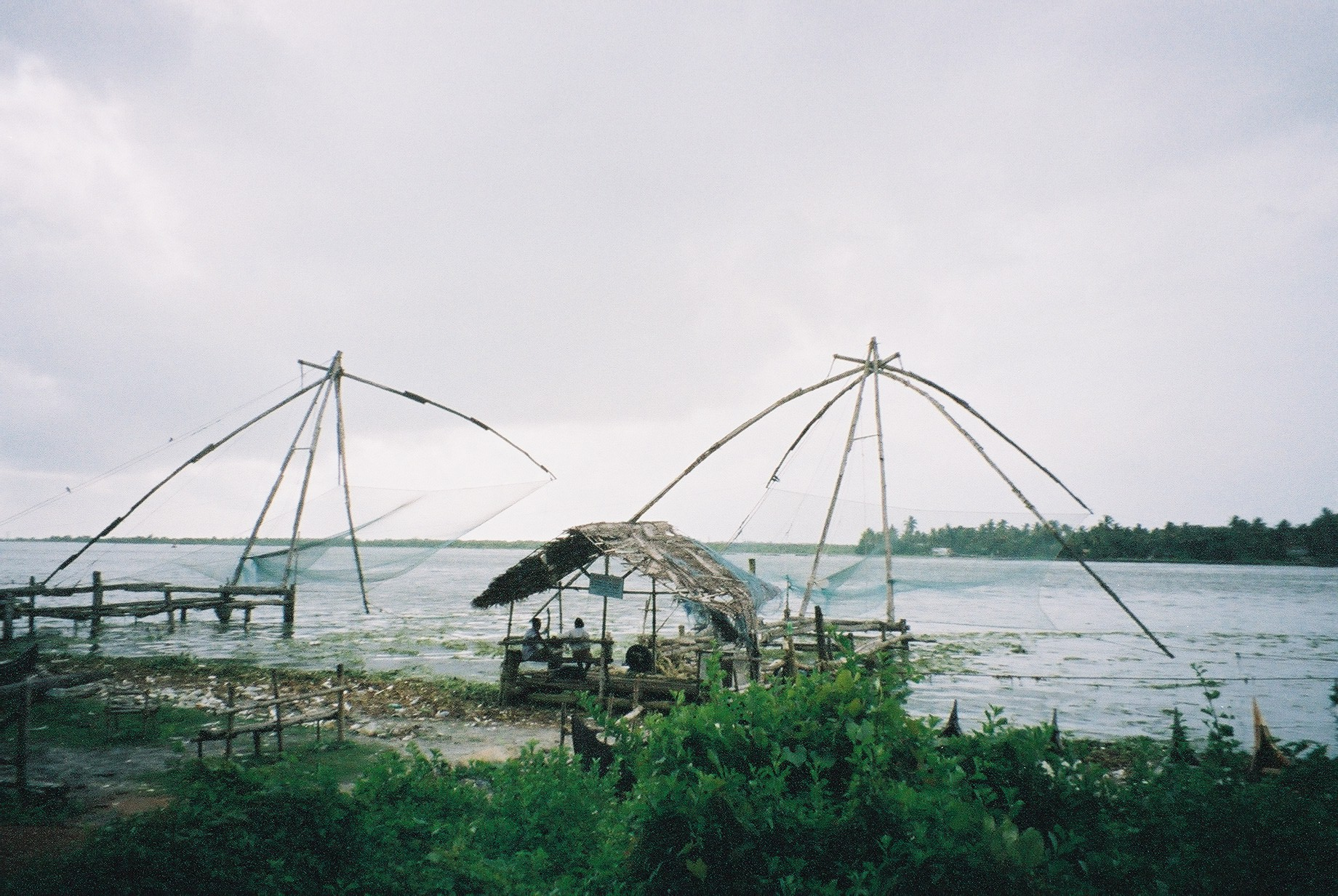
Les filets chinois de Cochin
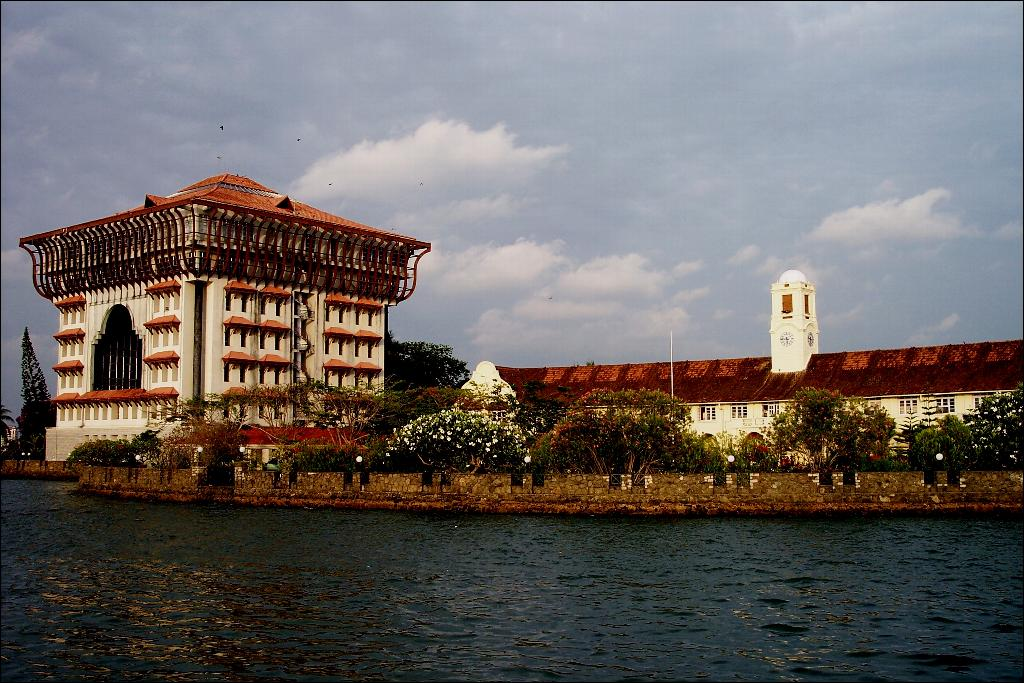
Le Cochin Port Trust sur l'île de Willington
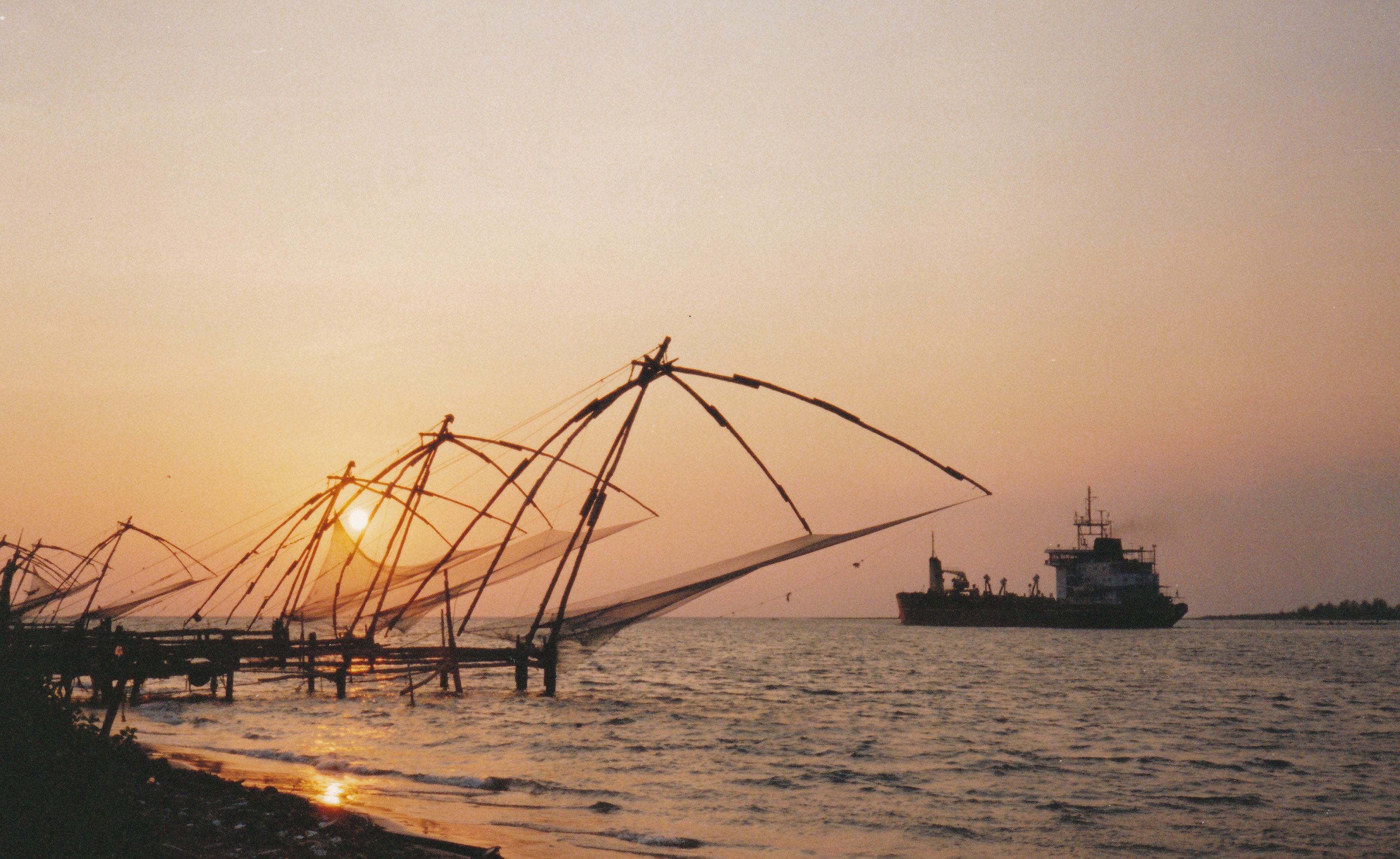
Les carrelets chinois
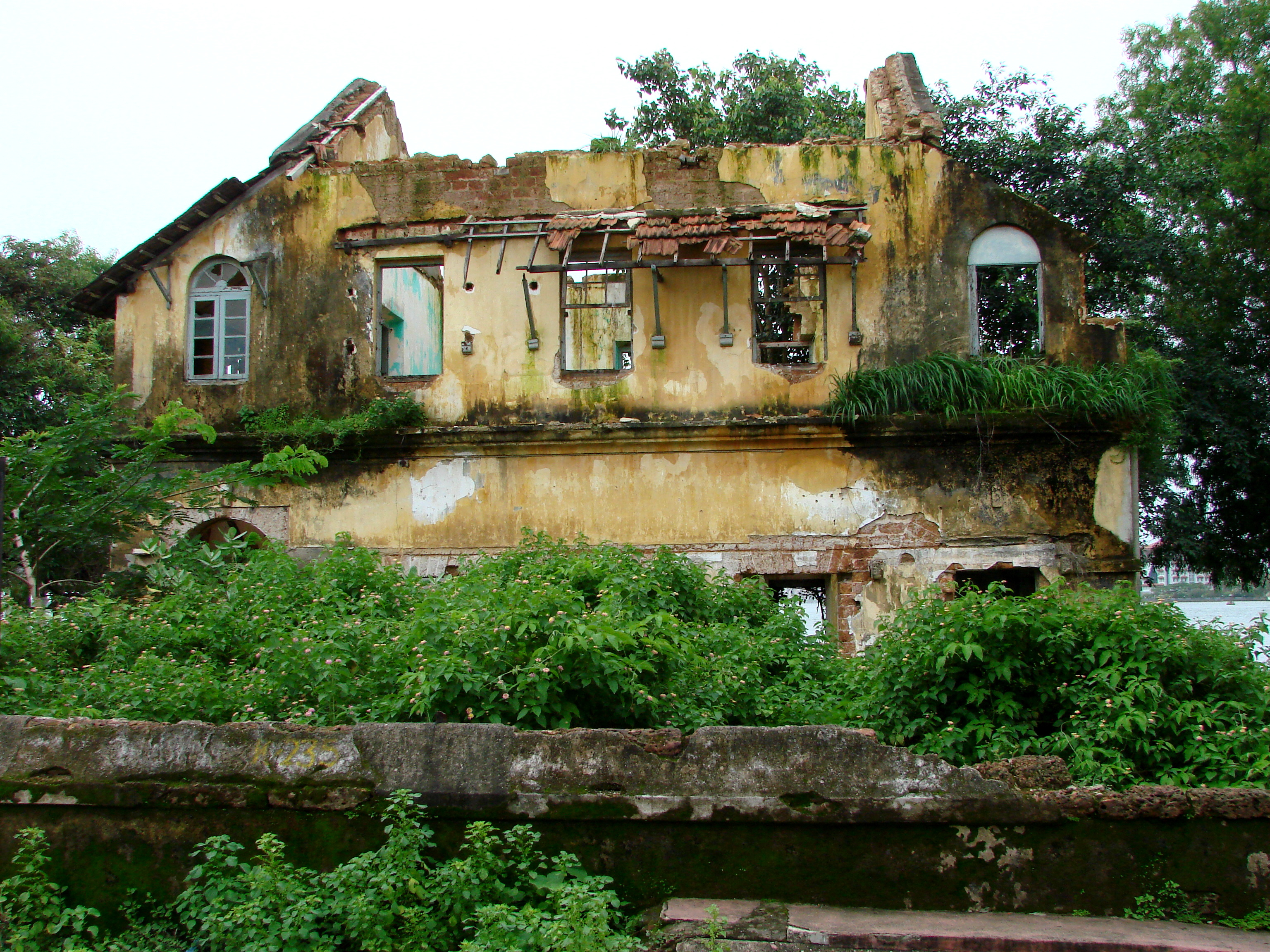
Vestige de la colonisation portugaise
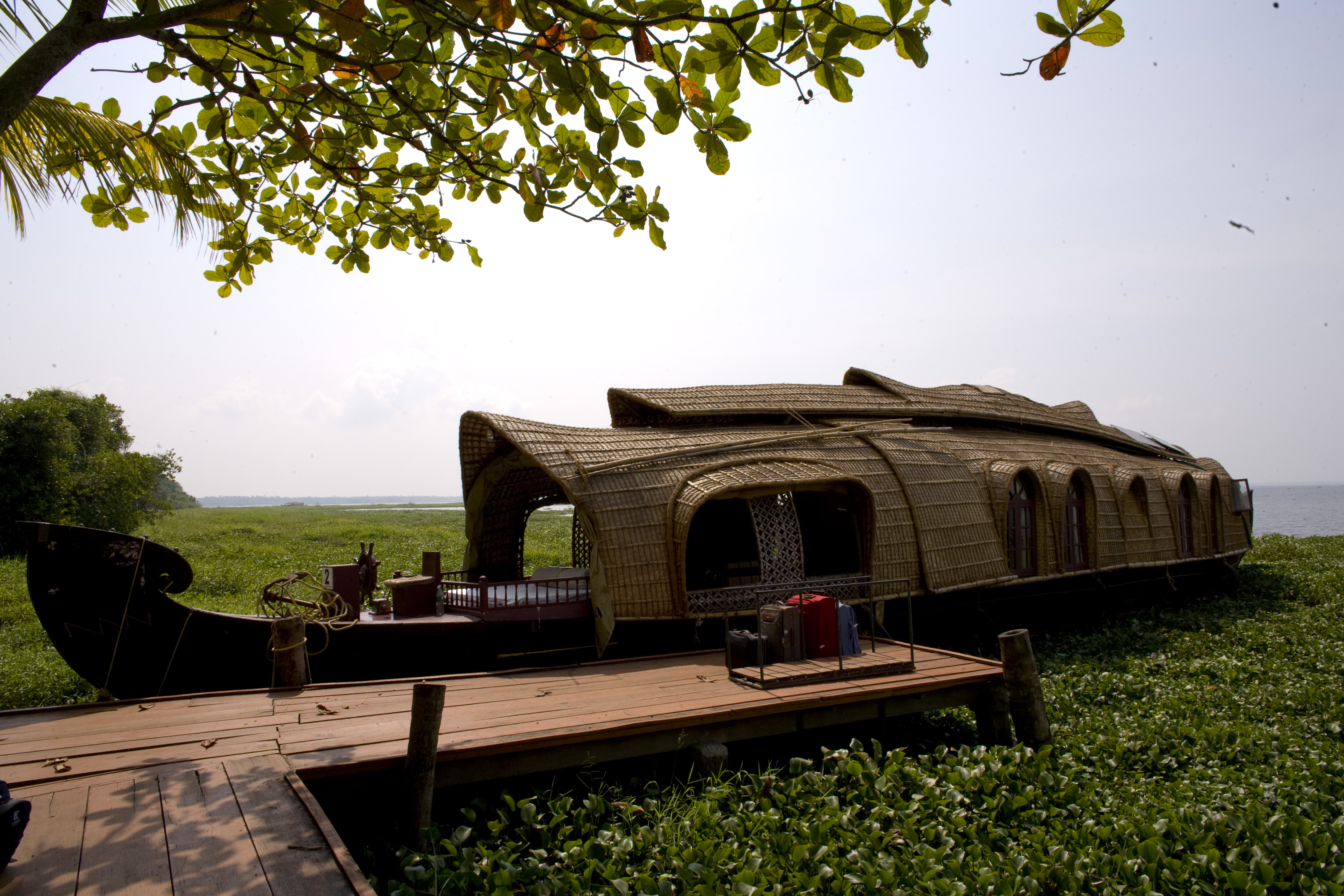
Houseboat sur les Backwaters
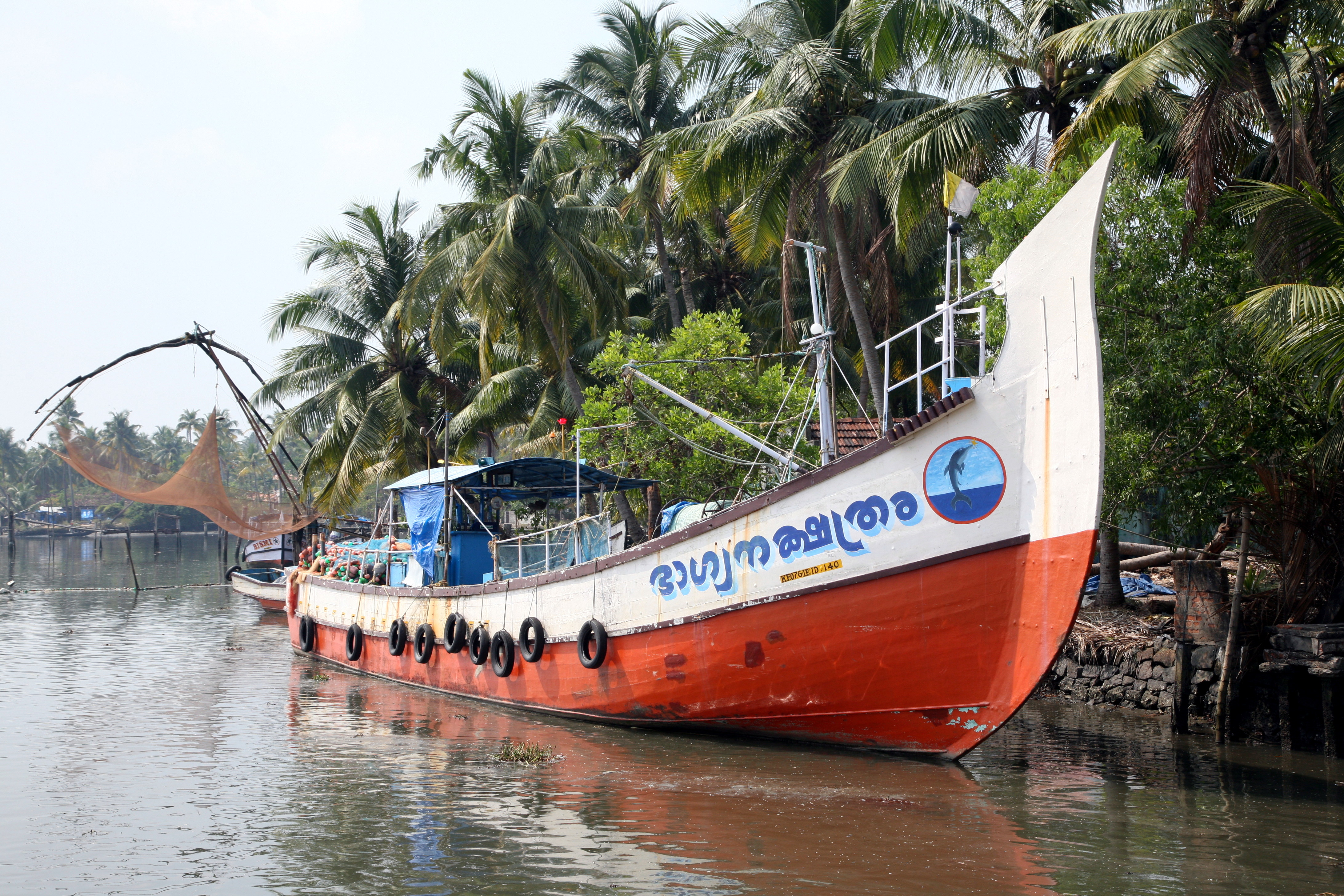
Bateau à Cochin
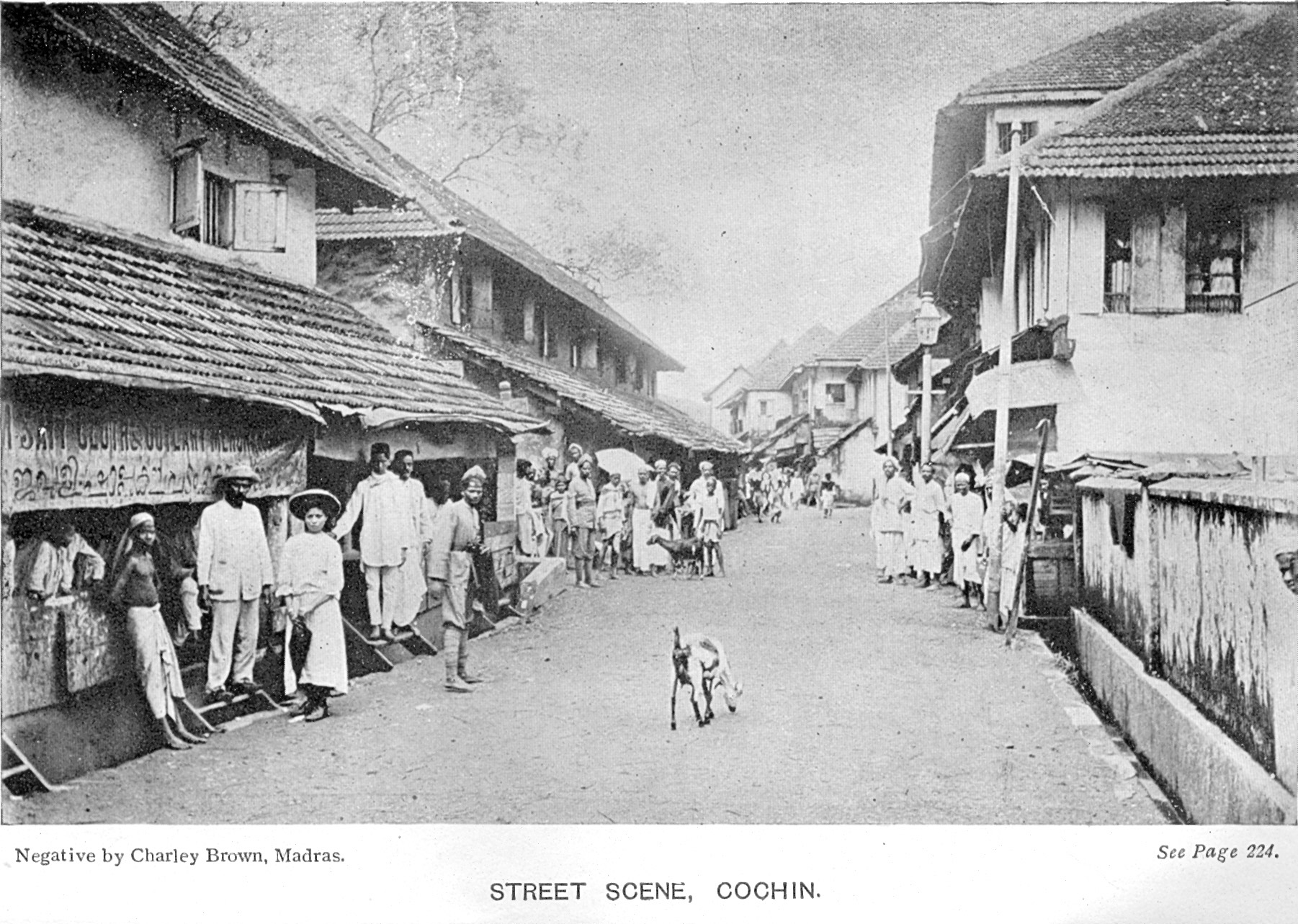
Rue de Cochin en 1913
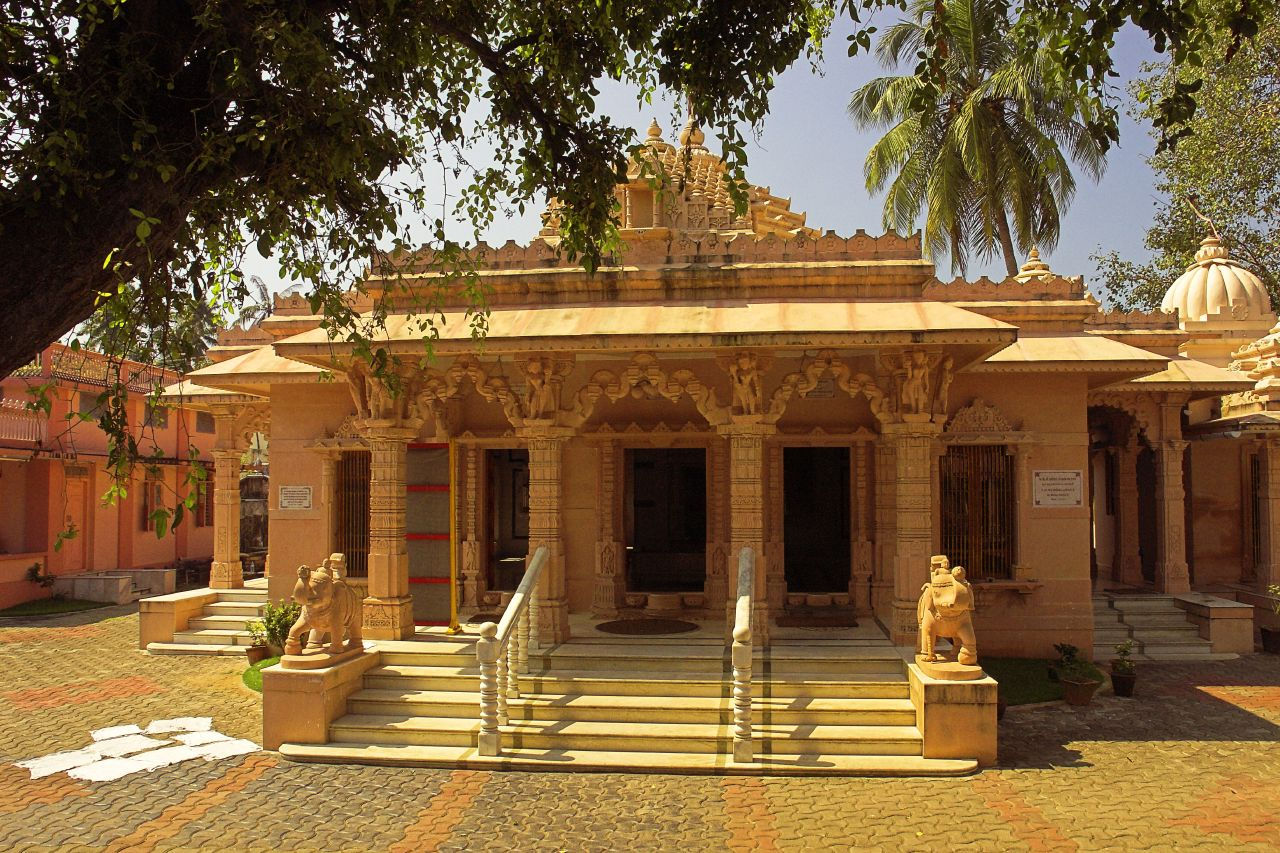
Temple jaïn
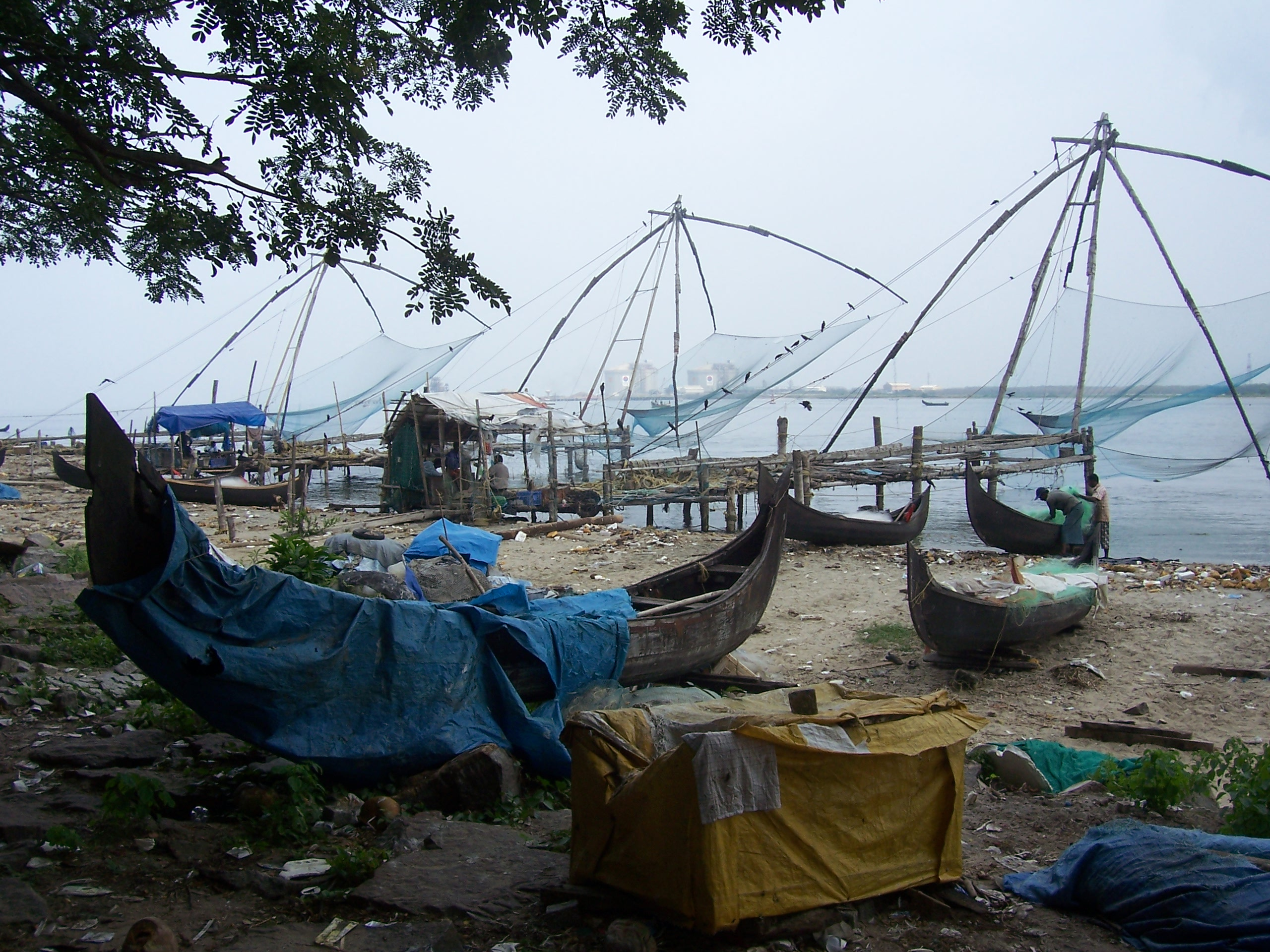
Fort Cochin, bateaux près de River Road